# ناري (فريمان)
ناري (بالفارسية: ناری) هي قرية تقع في قسم بالابند الريفي في إيران. يقدر عدد سكانها بـ 314 نسمة بحسب إحصاء 2016.